# Baxian Ling
Baxian Ling (chinesisch 八仙领 ‚Kragen der acht Unsterblichen‘) ist ein bis zu 73 m hoher Bergkamm mit zwei Gipfeln auf Fisher Island vor der Ingrid-Christensen-Küste des ostantarktischen Prinzessin-Elisabeth-Lands. Er ragt auf östlich entlang des Sees Longtan Hu auf.
Chinesische Wissenschaftler benannten ihn 1992.